# Hamburg-Neustadt
Die Neustadt ist ein zwischen Hamburg-Altstadt und St. Pauli zentral gelegener Stadtteil im Bezirk Hamburg-Mitte der Freien und Hansestadt Hamburg.
Die Grenze zur Altstadt wird von einem alten Mündungsarm der Alster, dem heutigen Alsterfleet, im Osten, der Elbe im Süden und den Wallanlagen zwischen Elbe und Binnenalster nach Westen und Norden gebildet. Im östlichen Teil zwischen dem Jungfernstieg, dem Gänsemarkt und dem Alsterfleet dominieren die Läden und Kontore sowie viele Hamburger Hauptniederlassungen von Banken, während es im Westen um die Wexstraße und den Großneumarkt herum auch Wohnquartiere gibt. 
Die heutige Neustadt entstand nach dem Ausbau der Hamburger Wallanlagen im 17. Jahrhundert. Sie ist nicht zu verwechseln mit der bereits im Mittelalter gegründeten „Neustadt“ rund um die ehemalige Nikolaikirche, die heute zum Stadtteil Hamburg-Altstadt gehört.

## Geografie

### Geografische Lage
Die Neustadt liegt in der Hamburger Stadtmitte westlich des Alsterlaufes. Östlich schließt sich Hamburg-Altstadt und westlich – jenseits der Wallanlagen – St. Pauli an. Im Norden, abgegrenzt durch die Verbindungsbahn, liegt Rotherbaum und im Süden, durch die Elbe getrennt, Steinwerder.

### Stadtteilgliederung

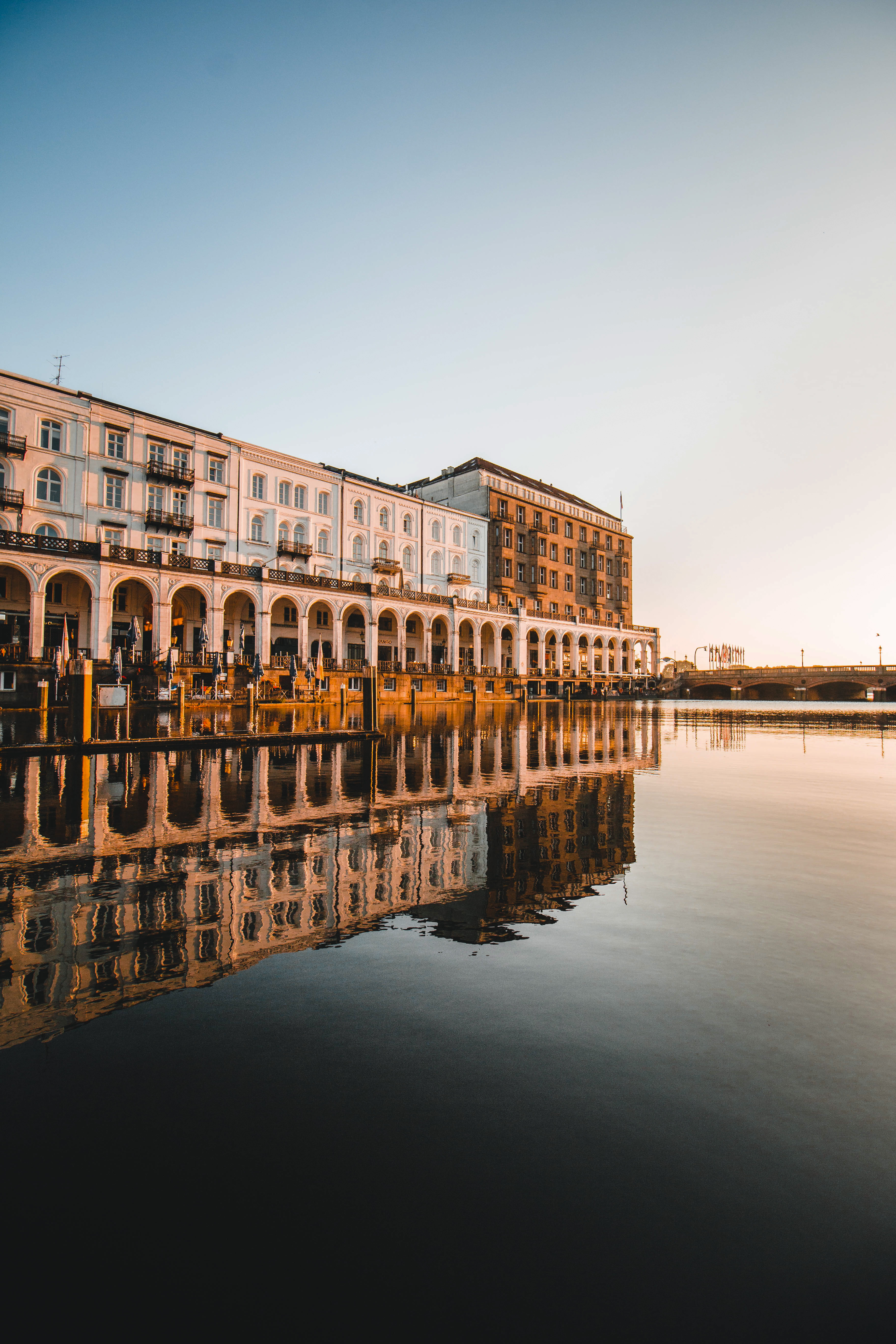
Die Alsterarkaden beschreiben eine Grenze des Stadtteils (2019)

Für statistische Zwecke ist der Stadtteil in vier Ortsteile geteilt:
- Der Ortsteil 105, auch „südliche Neustadt“ genannt, umfasst das Gebiet um den Schaarmarkt südlich des Straßenzuges Seewartenstraße – Rothesoodstraße – Wincklerstraße – Martin-Luther-Straße – Pulverturmsbrücke und erstreckt sich bis zum Hafen. Hier befinden sich die nordischen Seemannskirchen an der Ditmar-Koel-Straße, die auch das Zentrum des sogenannten Portugiesenviertels bildet, da in diesem Gebiet überproportional viele Portugiesen und Spanier ihren Wohnsitz haben und entsprechende Gastronomiebetriebe vorherrschen.
- Nördlich davon liegt westlich der Linie Englische Planke – Ludwig-Erhard-Straße – Erste Brunnenstraße – Thielbek – Kohlhöfen – Poolstraße – Gorch-Fock-Wall – Jungiusstraße der Ortsteil 106. In diesen Ortsteil fallen mit den Kleinen und den Großen Wallanlagen sowie dem Alten Elbpark große Teile des Grünzuges, der anstelle der ehemaligen Stadtbefestigung angelegt wurde. In den Kleinen Wallanlagen liegt auch das Justizforum mit Oberlandesgericht, Straf- und Ziviljustizgebäude sowie das Untersuchungsgefängnis. Bis Ende des 19. Jahrhunderts lag hier und im Ortsteil 107 das Hauptwohngebiet der Hamburger Juden.
- Der Ortsteil 107 schließt sich östlich an den Ortsteil 106 an. Er wird durch den Straßenzug Kaiser-Wilhelm-Straße – Stadthausbrücke begrenzt. Am Südwestende des Ortsteils liegt mit dem Michel eine der fünf Hamburger Hauptkirchen. Früher befanden sich hier auch die Haupt-Synagoge (Kohlhöfen) und der reformjüdische Tempel (Poolstraße).
- Den Nordteil der Neustadt bildet der Ortsteil 108. Er ist heute vorwiegend durch die gehobenen Einkaufsstraßen westlich des Alsterfleetes geprägt. Im Nordwesten liegt der Alte Botanische Garten. Auch der Axel-Springer-Verlag hat hier sein Hamburger Verlagsgebäude.

## Geschichte

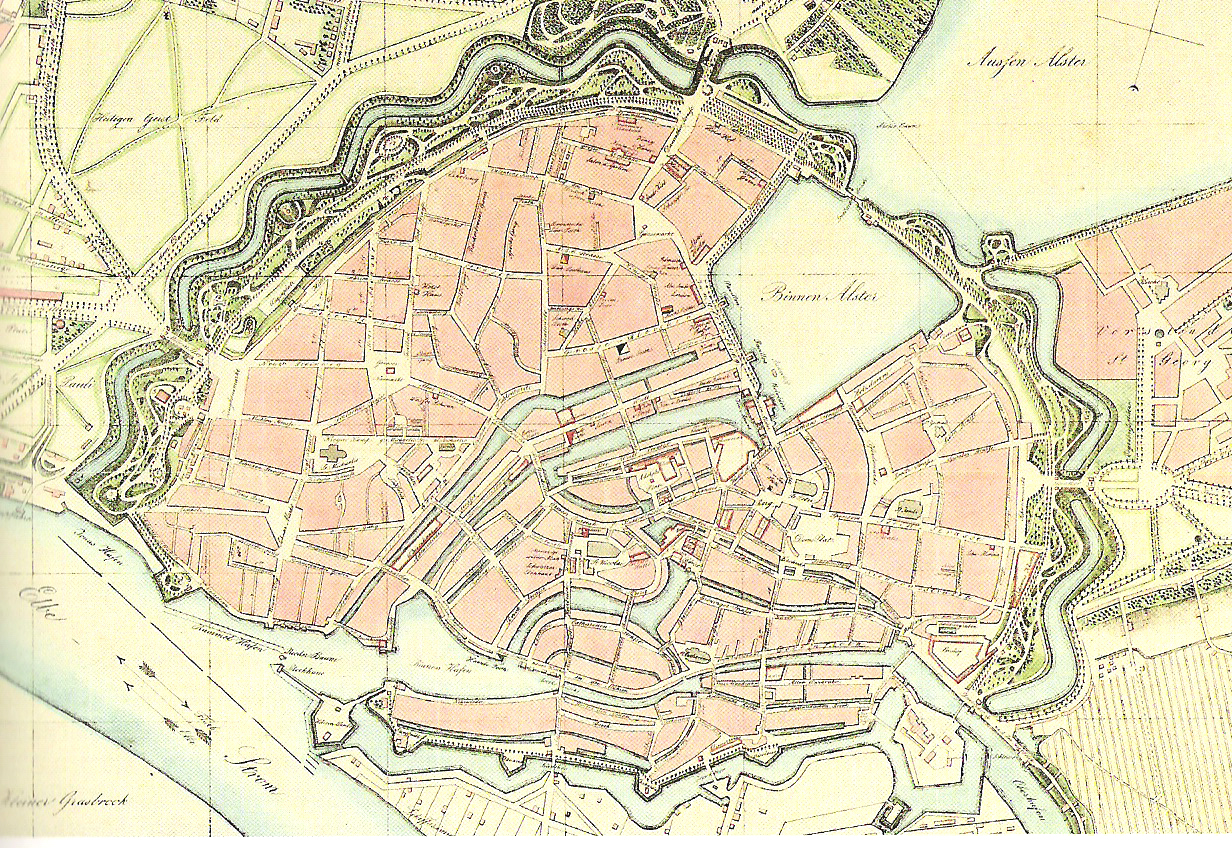
Karte von Hamburg 1835: Deutlich erkennbar ist das Alsterfleet als Grenze zwischen Neustadt (links oben) und Altstadt (rechts unten).

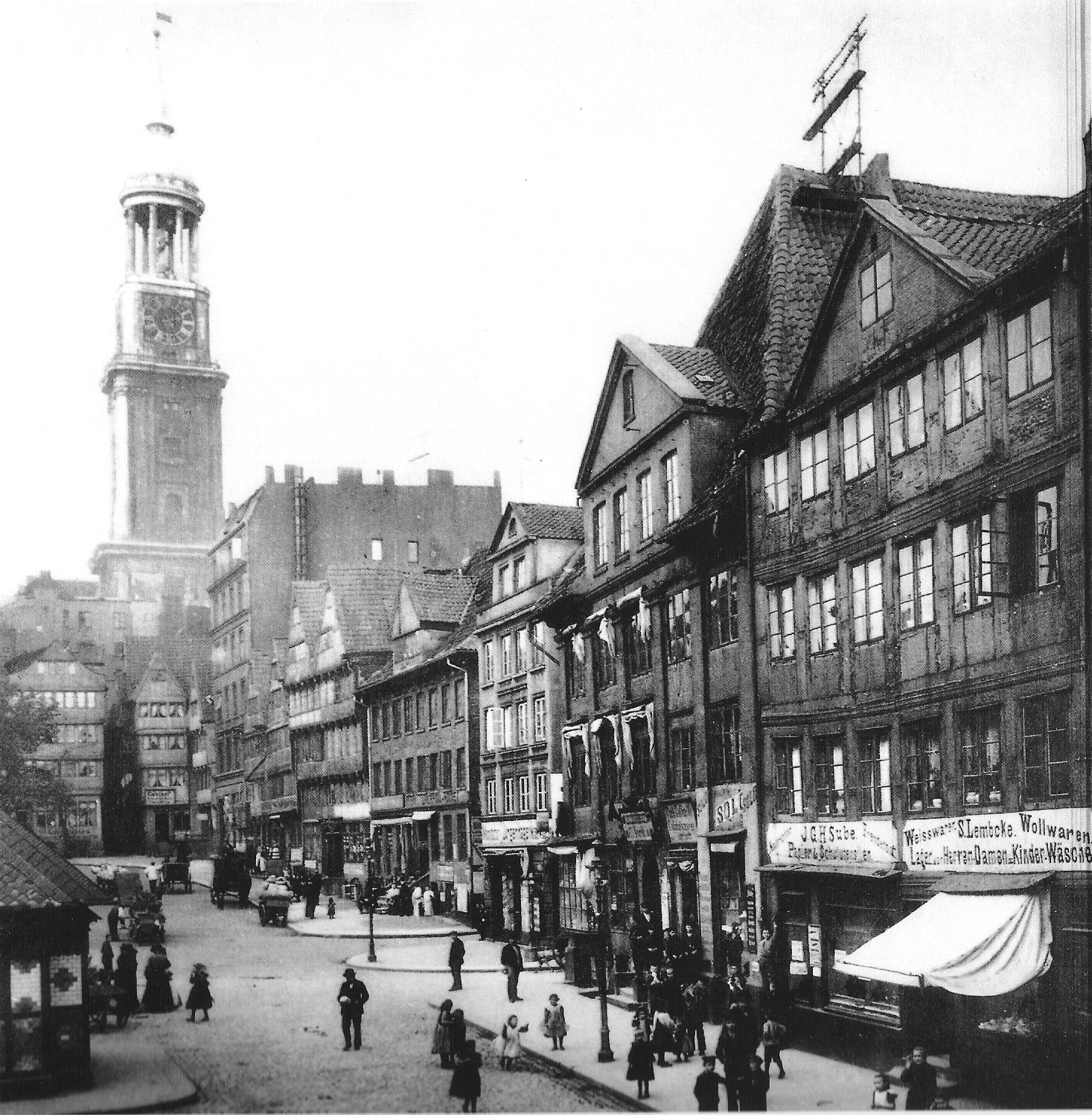
Der Schaarmarkt im Jahr 1889

Westlich des Alten und des Neuen Walls, die früher die Stadt Hamburg abgrenzten, waren ursprünglich vor allem in der Stadt störende, aber dafür notwendige Einrichtungen untergebracht, wie z. B. Ziegeleien, Pulvermühlen und der Pestfriedhof. Zwischen 1615 und 1626 legte der Holländische Festungsbauer Johan van Valckenburgh eine neue Befestigungsanlage an, die auch diesen Bereich sicherte. Diese Absicherung, in den Zeiten des Dreißigjährigen Krieges besonders wichtig, führte zu baldiger Besiedlung. Es dauerte jedoch noch bis 1685, bis die Pfarrkirche St. Michaelis zur Hauptkirche und die Neustadt damit zum gleichberechtigten Kirchspiel erhoben wurde. Erst damit erreichten die Bürger der Neustadt die gleichen Rechte wie die altstädtische Bevölkerung. Da sich in der Neustadt jedoch vor allem die Hamburgische Mittel- und Unterschicht ansiedelte, war das Michaelis-Kirchspiel auch später nicht so angesehen wie die vier anderen Kirchspiele, was ein Vers aus der Mitte des 18. Jahrhunderts verdeutlicht:

Sankt Petri de Rieken
Sankt Nikolai desglieken
Sankt Catharinen de Sturen
Sankt Jakobi de Buren
Sankt Michaelis de Armen
Daröber mag sick Gott erbarmen
Die Neustadt war aber nicht nur Armen-, sondern auch Judenviertel, ohne dass es dort wie in anderen Städten ein Ghetto oder explizite Judengassen gegeben hätte. In der Poolstraße wurde 1844 der durch seine Reformen bekannte (zweite) jüdische Reformtempel eingeweiht. Daneben entstanden diverse weitere jüdische Einrichtungen, etwa die Israelitische Freischule, die 1830 am Zeughausmarkt ein neugebautes Haus bezog. Als um die Wende zum 20. Jahrhundert der Großteil der jüdischen Bevölkerung aus der Neustadt in Richtung Grindel gezogen war, zogen die Gemeindeinstitutionen nach, so dass um 1933 – von einigen Wohnstiften abgesehen – schon kaum noch spezifisch jüdische Einrichtungen in der Neustadt zu finden waren.
Die Neustadt ist der einzige Stadtteil, in dem während der NS-Zeit in größerem Umfang Wohnungsbau stattfand, der durch den flächenhaften Abriss des extrem dicht bebauten „roten Gängeviertels“ ermöglicht wurde. Das Wohngebiet um den Bäckerbreitergang war vorher abgerissen worden, nachdem bereits 1890–1893 mit dem Durchbruch der Kaiser-Wilhelm-Straße die Sanierung begonnen hatte.
Nach dem Zweiten Weltkrieg wurde der Wallgraben mit Trümmern zugeschüttet. Nur ein kleines Stück im ehemaligen Botanischen Garten ist heute noch erhalten.
In den 1950er-Jahren wurde die Ost-West-Straße als eine zentrale Achse für den Durchgangsverkehr von den Elbbrücken in Richtung Nordwesten angelegt; im Bereich der Neustadt heißt sie heute Ludwig-Erhard-Straße. Die sechsspurige Straße wirkt wie eine nahezu unüberwindbare Barriere zwischen den nördlich und südlich angrenzenden Vierteln.
Das Dammtor-Café, bis in die 1980er-Jahre Münchner Hofbräuhaus, wurde durch einen Kino-Komplex ersetzt.
Im Ortsteil 106 wurde ab 2009 im Rahmen von Stadtumbau- und Stadterneuerungs-Maßnahmen im Bereich Neanderstraße, Neuer Steinweg, Hütten und Peterstraße die Quartiersentwicklung Wallhöfe vom Wettbewerbssieger Architekturbüro Bieling Architekten umgesetzt. Die Neubauung des östlich des Holstenwalls und nördlich der Ludwig-Erhard-Straße gelegenen Quartiers umfasst unter anderem Büro-, Hotel- und Wohngebäude.

### Einwohnerentwicklung
- 1895: 89.000
- 1920: 63.000
- 2002: 11.989
- 2006: 11.544
- 2023: 12.620[3]

### Statistik
(Quelle: )
- Anteil der unter 18-Jährigen: 10,9 % (Hamburger Durchschnitt: 16,8 % (Dezember 2023))
- Anteil der über 64-Jährigen: 15,2 % (Hamburger Durchschnitt: 17,8 % (Dezember 2023))
- Ausländeranteil: 20,7 % (Hamburger Durchschnitt: 20,7 % (Dezember 2023))
- Arbeitslosenquote: 5,3 % (Hamburger Durchschnitt: 6,2 % (Dezember 2023))

Das durchschnittliche Einkommen je Steuerpflichtigen beträgt in Neustadt 45.539 Euro jährlich (2020), der Hamburger Gesamtdurchschnitt liegt bei 48.035 Euro.

## Politik
Für die Wahl zur Bürgerschaft gehört Hamburg-Neustadt zum Wahlkreis Hamburg-Mitte.
Bei den Bürgerschaftswahlen 2025, 2020, 2015, 2011, 2008, 2004, 2001, 1997, 1993, 1991, 1987 und 1986 kam es zu folgenden Ergebnissen:
| Wahljahr | SPD    | Grüne 1) | Linke 2) | CDU     | FDP    | AfD    | Übrige    |
| -------- | ------ | -------- | -------- | ------- | ------ | ------ | --------- |
| 2025     | 28,4 % | 24,9 %   | 17,2 %   | 013,3 % | 02,6 % | 05,4 % | 08,2 %    |
| 2020     | 30,8 % | 32,0 %   | 13,9 %   | 07,2 %  | 04,7 % | 03,7 % | 07,7 %    |
| 2015     | 41,0 % | 18,9 %   | 14,5 %   | 08,5 %  | 06,4 % | 04,4 % | 06,3 %    |
| 2011     | 45,5 % | 18,3 %   | 10,1 %   | 14,6 %  | 04,9 % | –      | 06,6 %    |
| 2008     | 38,4 % | 15,8 %   | 08,7 %   | 29,6 %  | 04,9 % | –      | 02,5 %    |
| 2004     | 34,6 % | 22,9 %   | –        | 32,6 %  | 02,3 % | –      | 07,7 %    |
| 2001     | 41,2 % | 17,2 %   | 00,8 %   | 17,0 %  | 03,5 % | –      | 20,3 % 3) |
| 1997     | 39,4 % | 24,2 %   | 01,2 %   | 17,9 %  | 02,5 % | –      | 14,8 % 4) |
| 1993     | 45,1 % | 22,6 %   | –        | 12,7 %  | 02,4 % | –      | 17,2 % 5) |
| 1991     | 54,6 % | 14,1 %   | –        | 22,1 %  | 02,5 % | –      | 06,7 %    |
| 1987     | 53,5 % | 13,5 %   | –        | 28,0 %  | 03,7 % | –      | 01,3 %    |
| 1986     | 49,9 % | 16,9 %   | –        | 28,7 %  | 03,0 % | –      | 01,5 %    |

Bei Bezirksversammlungswahlen gehört der Stadtteil zum Wahlkreis Hamburg-Altstadt, HafenCity, Neustadt, St. Pauli. Bei Bundestagswahlen zählt Hamburg-Altstadt zum Bundestagswahlkreis Hamburg-Mitte.

## Kultur und Sehenswürdigkeiten

### Musik

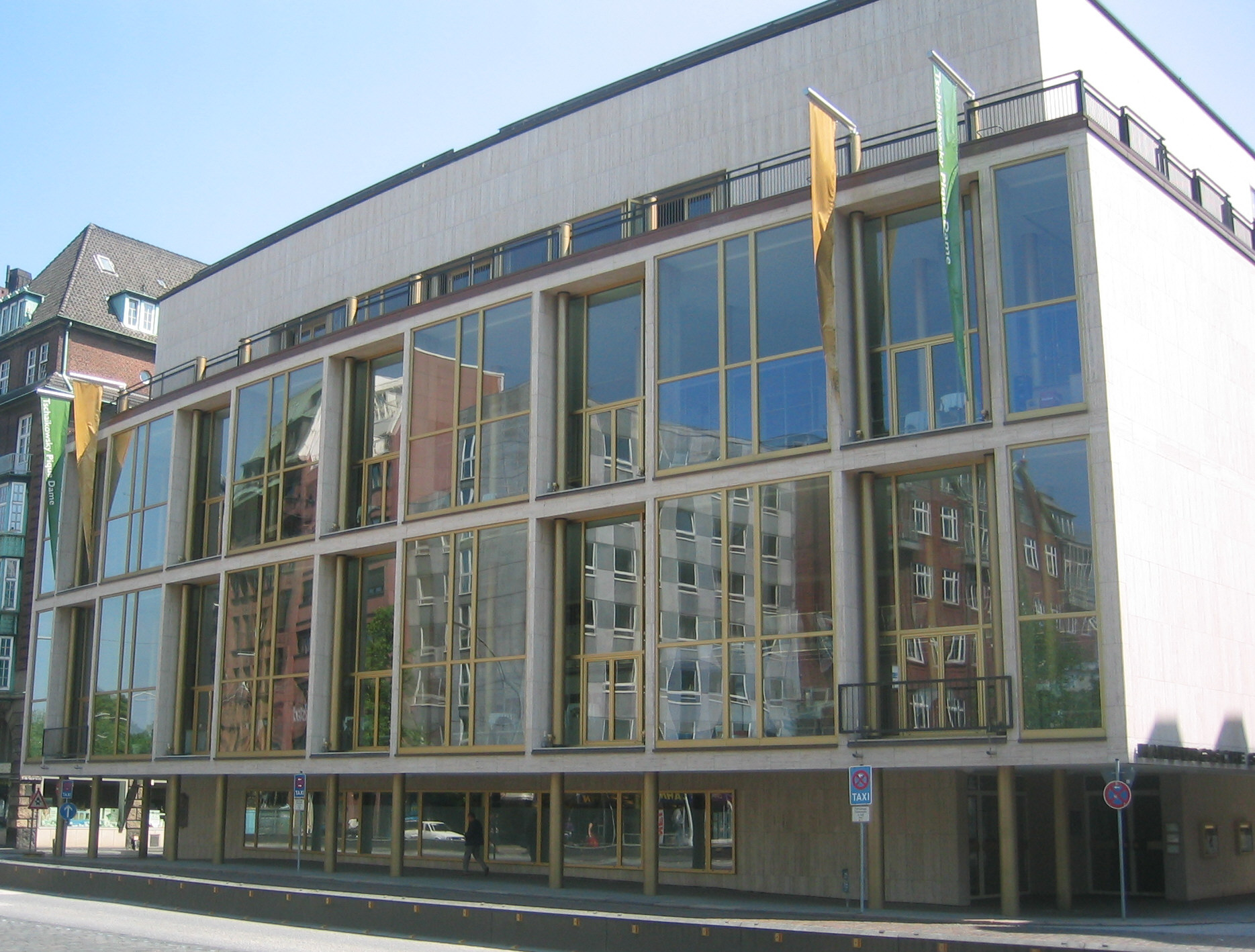
Hamburgische Staatsoper (2003)

Die Hamburgische Staatsoper war in früheren Jahrhunderten am Gänsemarkt untergebracht. Die heutigen Räume wurden 1826 nach Entwürfen von Carl Ludwig Wimmel für das damalige Stadttheater errichtet und mehrfach umgebaut. Martin Haller errichtete 1873 einen ersten Anbau. Das Bühnenhaus wurde 1925 nach Plänen von Distel & Grubitz neu errichtet. Nachdem das Gebäude im Zweiten Weltkrieg ausbrannte, wurde es zwischen 1953 und 1955 von Gerhard Weber wieder aufgebaut. Es ist äußerlich ein typischer Repräsentationsbau der 1950er-Jahre.
Die Laeiszhalle (Musikhalle) am Johannes-Brahms-Platz verdankt ihre Existenz einem Vermächtnis des 1901 verstorbenen Reeders Carl Laeisz und weiteren Zuwendungen seiner Witwe Sophie. Nach Plänen von Martin Haller und Emil Meerwein wurde ein spätbarocker Backsteinbau mit zwei Konzertsälen errichtet.

### Bauwerke

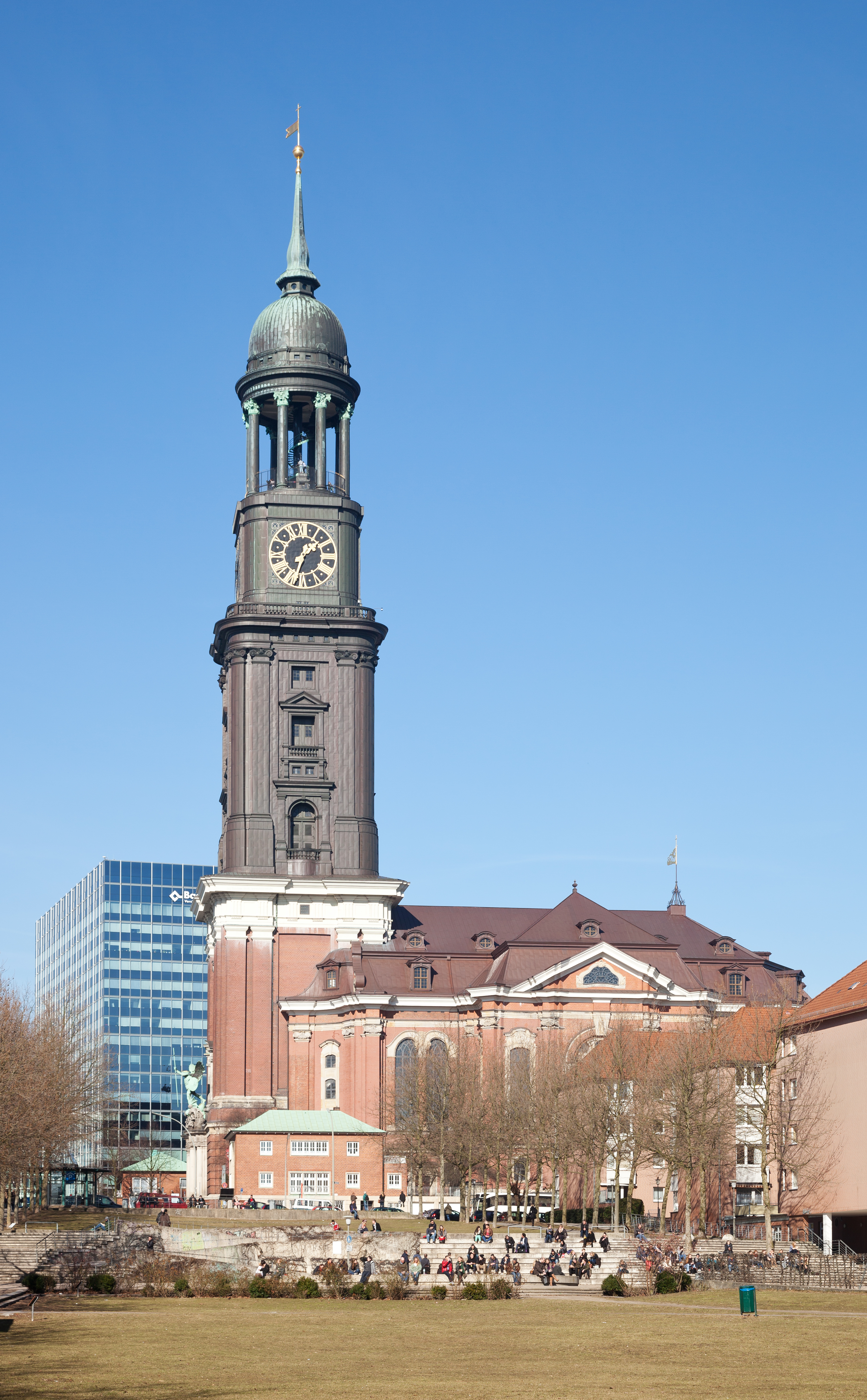
Die Sankt-Michaelis-Kirche, der sogenannte Michel

- Das Stadtwahrzeichen, der Michel, ist unübersehbar. Unterhalb des Michels geben die Krameramtsstuben einen kleinen Eindruck von der Enge der alten Wohnquartiere. Heute durch die „Ost-West-Straße“ getrennt liegt die erste Michaeliskirche, der Kleine Michel, seit 1811 katholisch.
- Oberhalb der Landungsbrücken steht das Bismarck-Denkmal (1906) von Hugo Lederer.
- Der Hummelbrunnen von Richard Kuöhl im Neubaugebiet der dreißiger Jahre.
- Lessing-Denkmal, Bau der Finanzbehörde und Deutschlandhaus am Gänsemarkt
- Ledigenheim Hamburg in der Rehhoffstraße, 1913. Architekten: Wilhelm Behrens und Ernst Vicenz.[4]
- Am Großneumarkt ist mit dem Hertz-Joseph-Levy-Stift noch eines der Stiftshäuser erhalten, mit denen wohlhabende Juden bedürftigen Gemeindemitgliedern eine Heimstatt im Alter boten. Ebenfalls am Großneumarkt steht die Pelikanapotheke, deren Tradition bis 1696 zurückgeht. Die Sandsteinfassade des Baus stammt von 1780.
- Im Alten Steinweg ist der Paradieshof von 1762 erhalten. Um den Erhalt dieses Baudenkmals gab es Ende der 1980er-Jahre schwere Auseinandersetzungen im Senat der Freien und Hansestadt Hamburg. Während Bausenator Eugen Wagner (SPD) das in städtischer Hand befindliche Haus abreißen und durch Sozialwohnungen ersetzen lassen wollte, setzte Kultursenator Ingo von Münch (FDP) Denkmalschutz und Sanierung für das Gebäude durch.
- Die anglikanische St Thomas Becket-Kirche am Zeughausmarkt wurde zwischen 1836 und 1838 von Ole Schmidt errichtet und ist bis heute das geistliche Zentrum der Hamburger Anglikaner.
- das Emporio-Hochhaus
- in der Innenstadt die Alte Post und die ehemalige Oberpostdirektion
- die Ellerntorsbrücke
- das Görtz-Palais, von 1814 bis 1943 Teil des Stadthauses

#### Holstenwall
Der Holstenwall bezeichnet heute eine Straße, die im Abschnitt zwischen dem Holsten- und Millerntor der Wallanlagen angelegt wurde. Hier entstand eine Reihe repräsentativer Bauten:
- Brahms Kontor gegenüber der Laeiszhalle und dem Justizforum
- Museum für Hamburgische Geschichte
- Handwerkskammer Hamburg
- Handelsschule

#### Peterstraße
Die Peterstraße und weitere Kulturdenkmäler rund um den Großneumarkt siehe dort.

### Parks
- Die Alten Wallanlagen wurden zu einem Park umgebaut, in dem der alte botanische Garten aufgegangen ist: Planten un Blomen
- Der Gustav-Mahler-Park am Dammtor

### Sport
Der St. Pauli Turnverein wurde 1862 gegründet und hat seinen Sitz seit rund 50 Jahren in der Neustadt.

## Wirtschaft und Infrastruktur
Wirtschaftlich ist der Stadtteil von sehr gemischter Nutzung geprägt: Am Rande gibt es viele Bürohäuser, deren Angestellte zur Mittagszeit für Geschäft in zahlreichen Restaurants sorgen. Auch abends haben viele Restaurants und Kneipen geöffnet, v. a. rund um den Großneumarkt. Es gibt viele Einkaufsläden sowie Büros / Galerien von kreativen Menschen. An Kaiser-Wilhelm-Straße und Caffamacherreihe befindet sich ein kleines Presseviertel (Axel-Springer-Verlag).

## Galerie

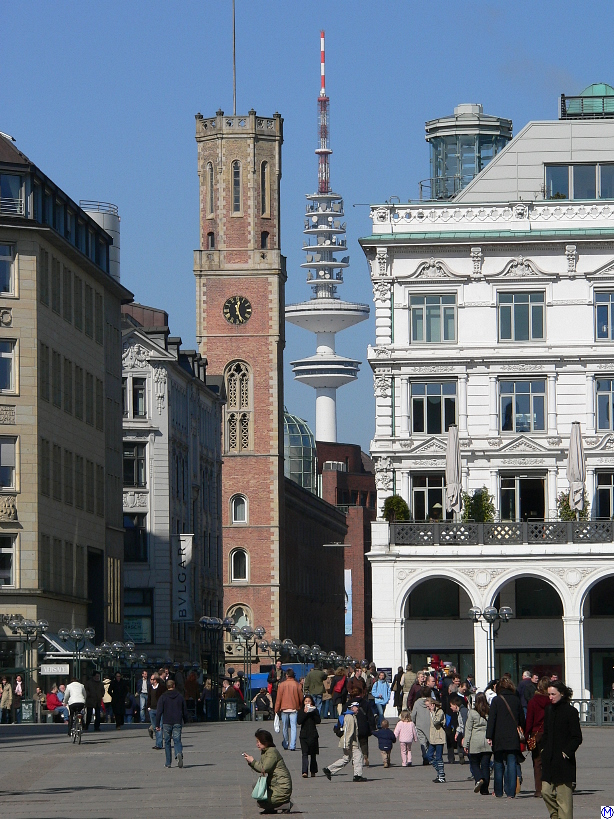
In der nördlichen Neustadt befinden sich Einkaufspassagen wie die Alte Post
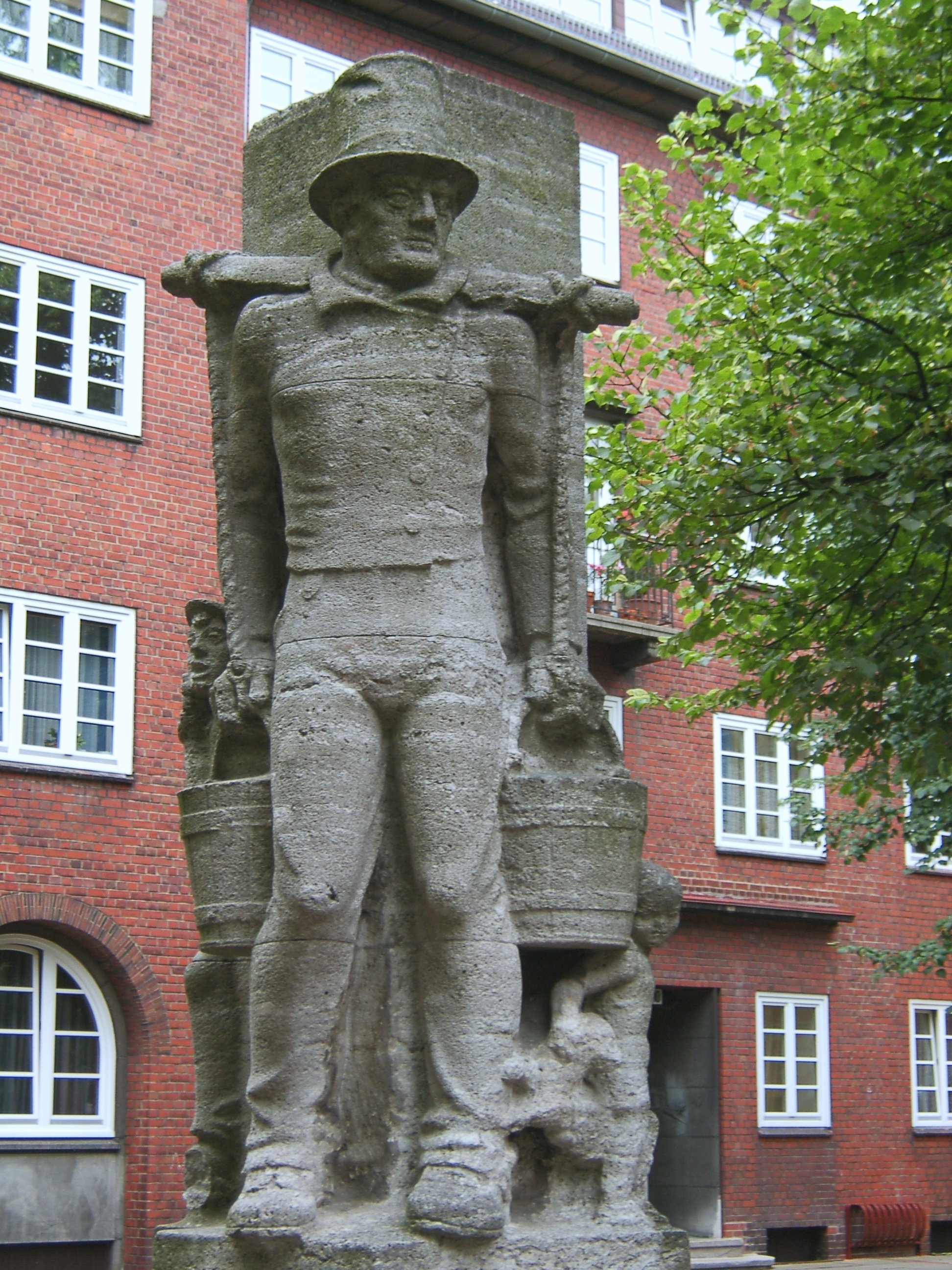
Der Hummelbrunnen wurde im Gebiet des ehemaligen Gängeviertels errichtet
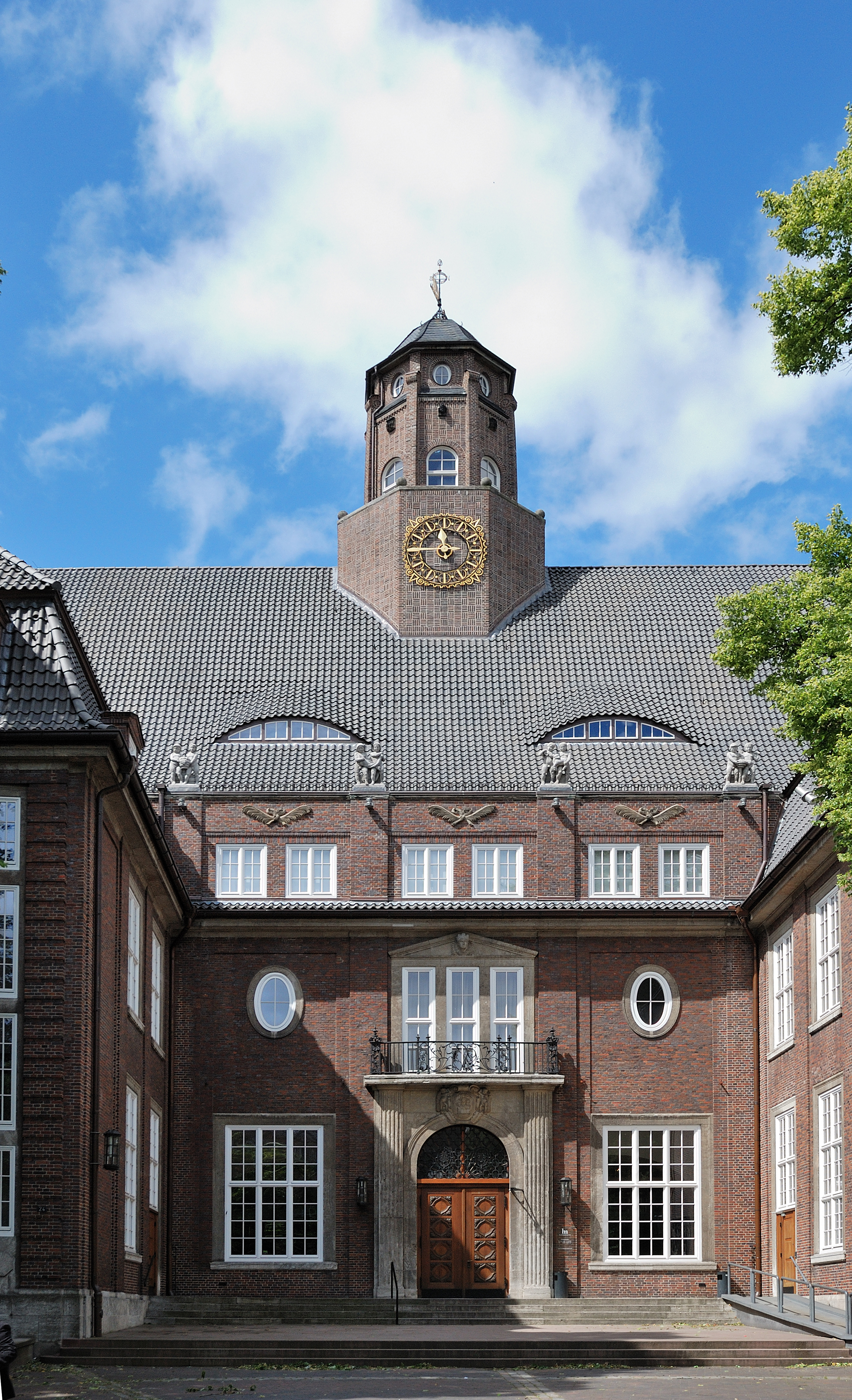
Museum für Hamburgische Geschichte von Fritz Schumacher erbaut
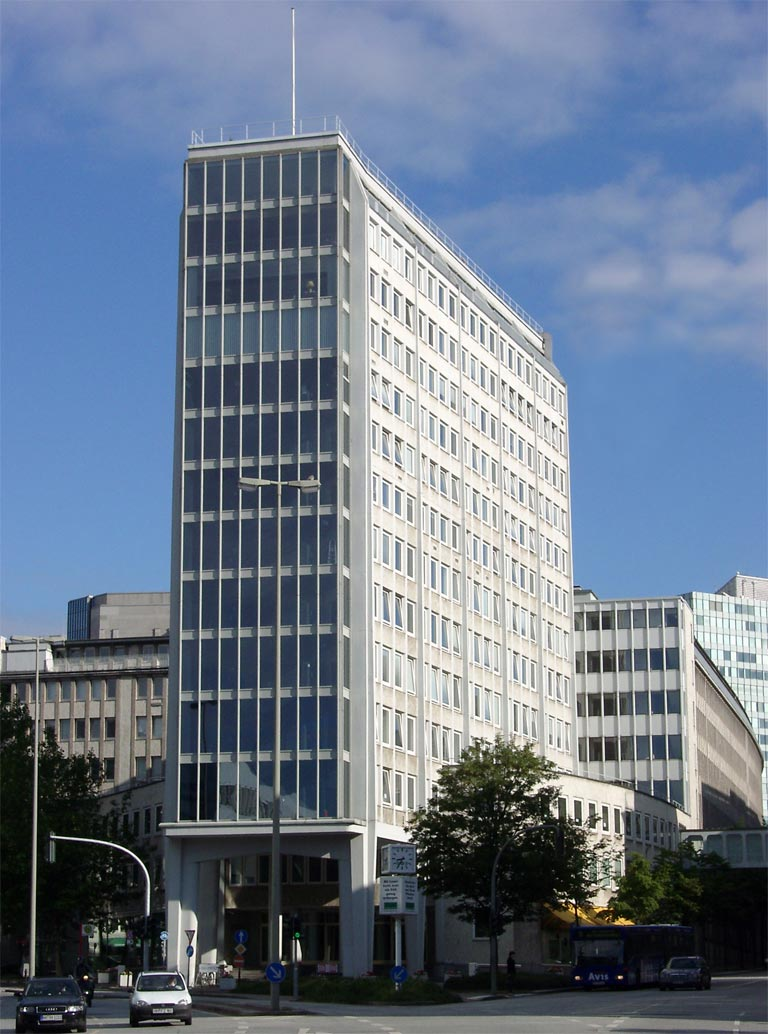
Axel-Springer-Verlagshaus erbaut 1956 von Ferdinand Streb
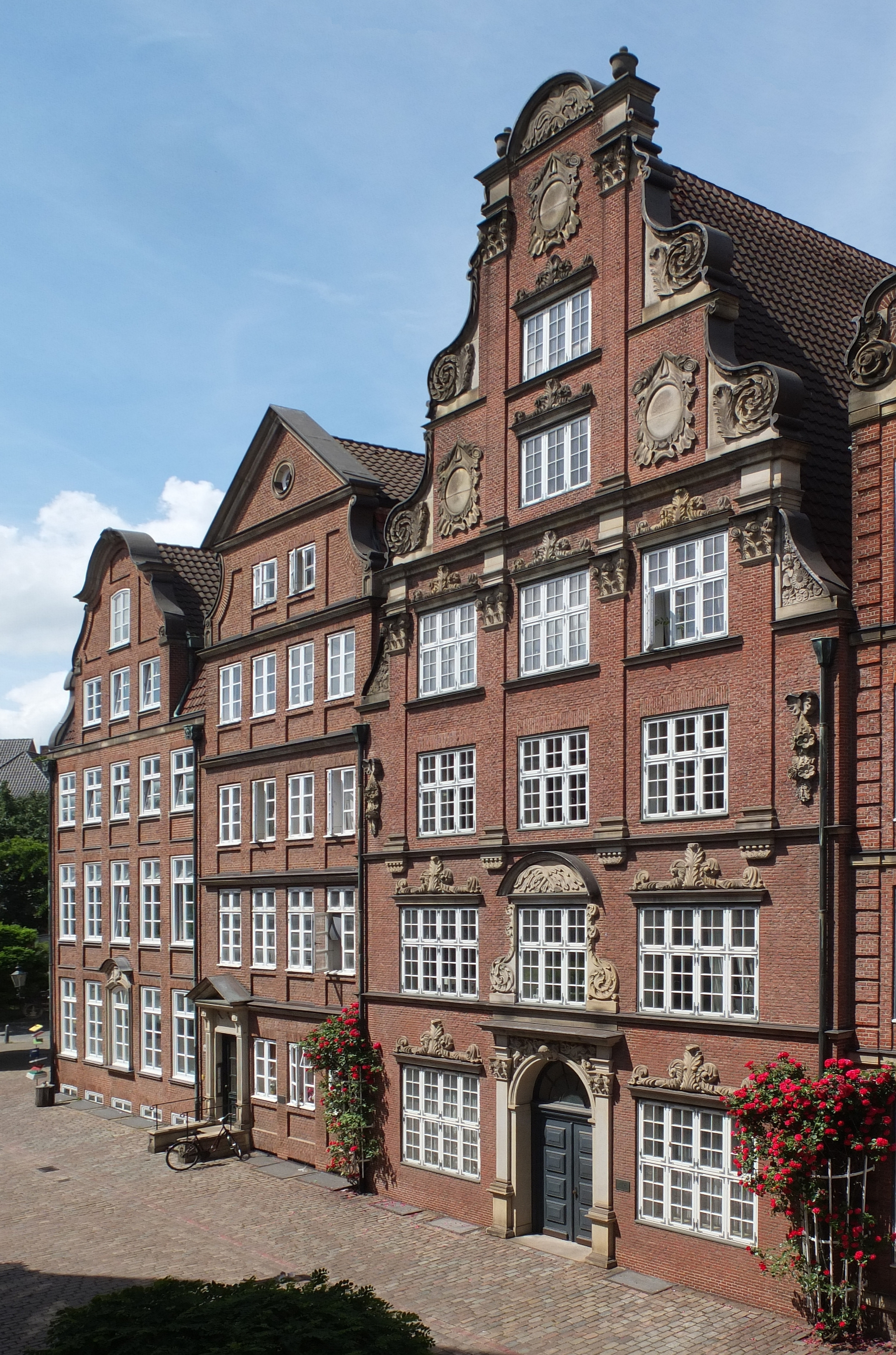
v.l.: Hütten 100, Peterstraße 36, Peterstraße 34